# Maya-Hütte

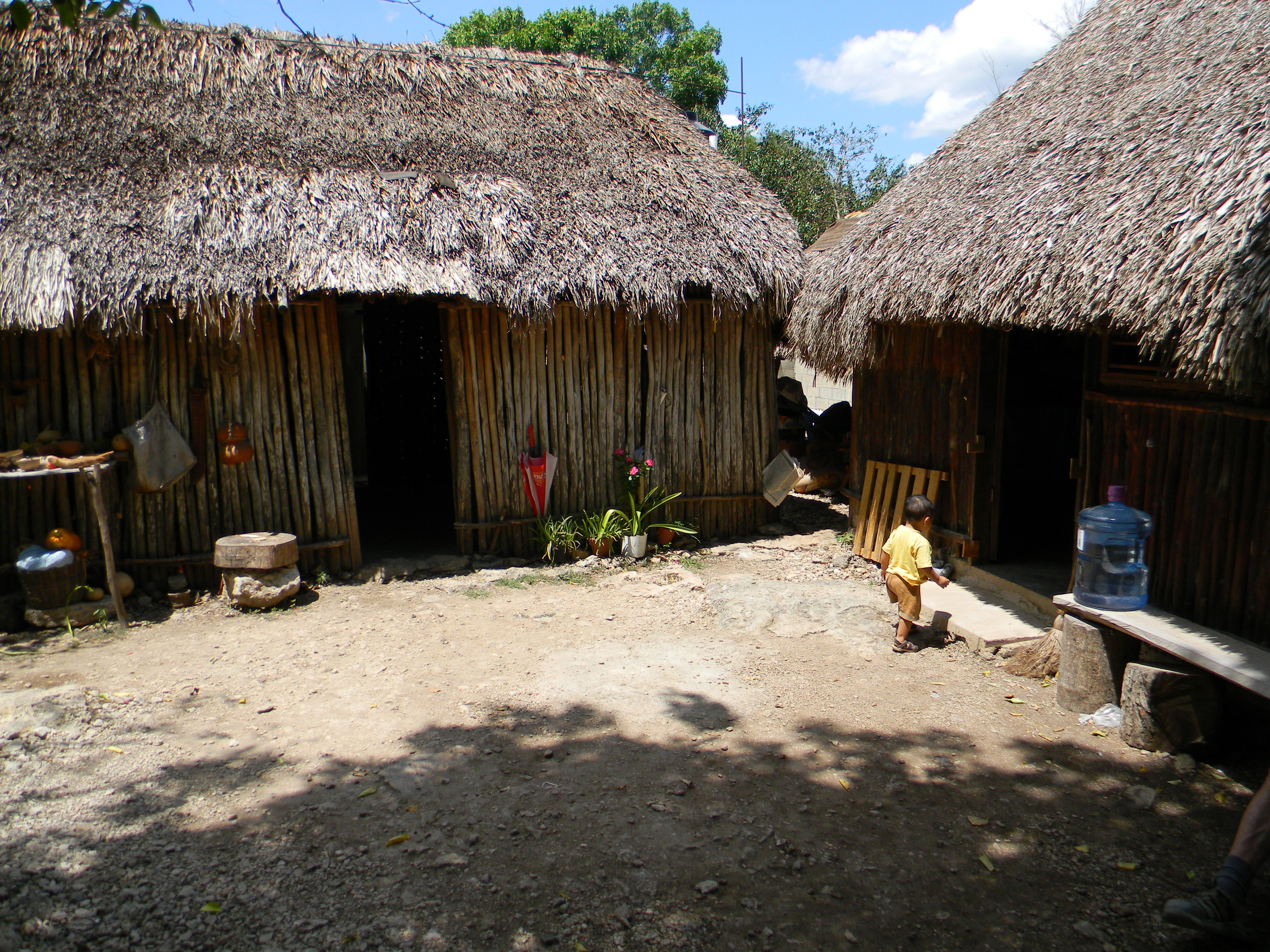
Maya-Hütten bei Cobá

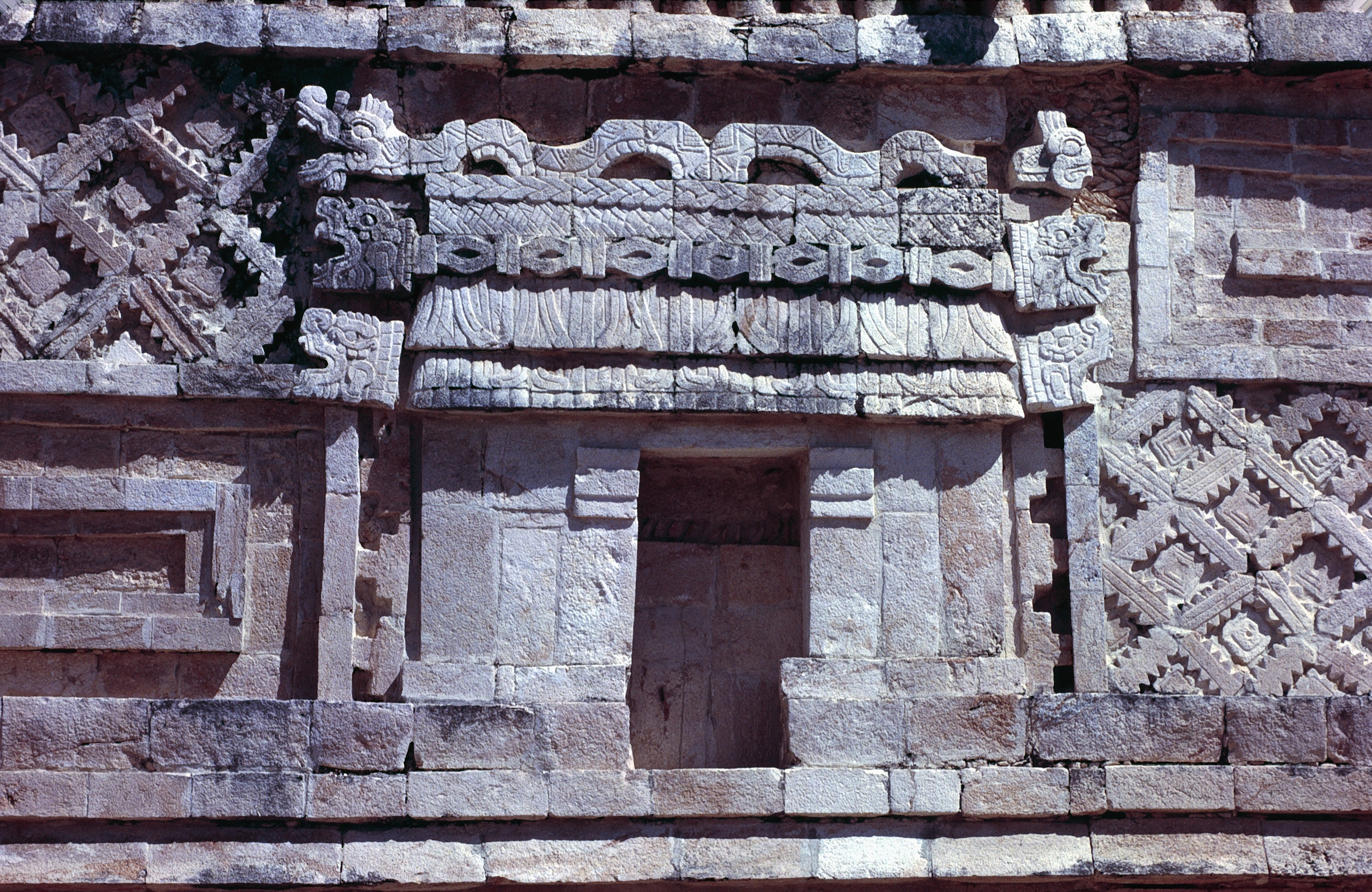
Stilisierte Maya-Hütte in Uxmal

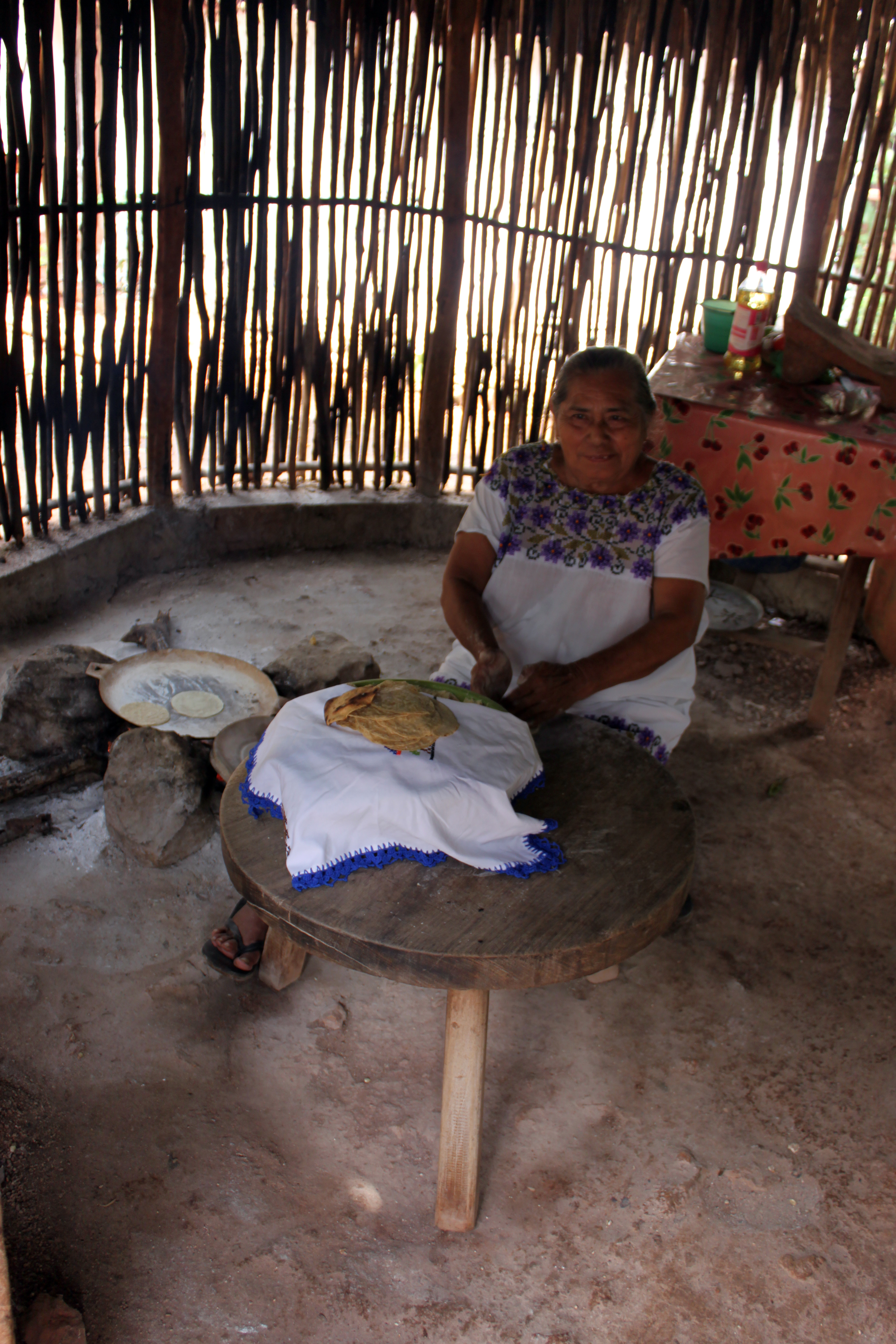
Inneres einer Maya-Hütte in Santa Elena (Yucatán)

Die Maya-Hütte ist eine, wahrscheinlich über Jahrtausende unverändert gebliebene, fensterlose Behausung aus organischen Materialien, im Siedlungsgebiet der Maya (Mexiko, Guatemala, Belize). Vor allem auf der Halbinsel Yucatán hat sich dieser Bautyp in vielen Dörfern bis in die Gegenwart hinein erhalten.

## Maße
Obwohl ohne weiteres auch längere Bauten möglich wären, beträgt die Länge einer stets einräumigen Maya-Hütte heutzutage ca. 7 bis 10 m bei einer Breite von ca. 4 bis 5 m und einer Höhe von knapp unter 2 m an der Traufe und ca. 3,50 bis 4 m am First. Man kann davon ausgehen, dass diese Maße zur Zeit der klassischen Maya ähnlich oder vielleicht geringfügig kleiner waren; in einigen Fällen wurden von den Archäologen kleine Erdhügel mit entsprechenden Pfostenlöchern entdeckt.

## Konstruktion
Konstruktionsgrundlage der Maya-Hütte ist ein Gerüst aus senkrechten, maximal etwa armdicken Ästen (mit Astgabeln), die oben durch kleinere waagerechte (etwa daumen- bis maximal vierfingerdicke) Zweige untereinander verbunden sind. Die Außenwände bestehen aus ca. 2 m langen Ästen, die – nebeneinander gestellt – untereinander mit geflochtenen Schnüren aus Rindenbast (heute aus Plastikstreifen oder Draht) verknüpft sind. Für das wegen der häufigen Regenfälle benötigte Satteldach finden (wenn verfügbar) etwas dickere und längere (oder aber an den Enden überlappende und verschnürte) Äste Verwendung, die untereinander mit fingerdicken Zweigen verbunden sind, auf denen eine Abdeckung aus Schilfrohr, gespleißten Palmblättern oder Maisstroh aufliegt; der First wird nochmals unterfüttert (oder heute mit Wellblech oder Plastikfolie abgedeckt). Manchmal wird das über Querhölzer verbundene und auf diese Weise stabilisierte Astwerk der Wände auch mit Lehm beworfen, doch bleiben luft- und lichtdurchlässige Wände die Regel. Maya-Hütten haben eine, in seltenen Fällen auch zwei gegenüberliegende Türöffnungen (heute meist mit verschließbarem Türblatt) und einem dickeren Sturzbalken, aber keine Fenster. Da die Hütten an den Schmalseiten zumeist abgerundet sind, entsteht nur bei den insgesamt eher seltenen rechteckigen Bauten ein Giebel.
Heute bestehen der Boden und das Fundament der Außenwände häufig aus Beton oder verputzten Steinen; auch ein Stromanschluss für eine Glühbirne, ein Radio, den Fernseher, den Kühlschrank und den Ventilator ist häufig vorhanden, doch ist die grundlegende Konstruktionsweise der eigentlichen Hütte weitgehend unverändert geblieben.

## Mobiliar
Die Konstruktion der Hütten ist so stabil, dass an den dickeren Stämmen oder Querhölzern oder aber direkt an den Außenwänden eine, zwei oder drei Hängematten (hamacas) aufgehängt werden können, in denen jeweils zwei Erwachsene oder drei Kinder schlafen können. Nahrungsvorräte, Kleidung oder Familiendokumente werden in herabhängenden Flechtkörben oder Tüchern aufbewahrt. Festes Mobiliar wie Tische, Stühle, Schränke, Truhen oder gar Bettgestelle gab es in früheren Zeiten nicht und auch heute sind sie eher selten. Das häusliche Leben spielt sich weitgehend auf dem nackten Erd- oder Betonboden ab, der jedoch oft zum Schutz vor Feuchtigkeit etwa 10 bis 20 cm erhöht ist und manchmal mit Flechtmatten ausgelegt wurde. Gekocht und gegessen wurde und wird zumeist draußen vor der Tür.

## Bedeutung
Die hölzernen Maya-Hütten waren höchstwahrscheinlich das architektonische Vorbild für die späteren Steinbauten der Maya (Tempel und Paläste), deren Innenräume in vielen Fällen noch beengter sind als die Hütten. In ihnen haben sich manchmal Querbalken erhalten, die einerseits der Stabilisierung des steinernen, aber meist verputzten Kraggewölbes dienen, andererseits aber auch als Aufhängevorrichtungen genutzt wurden.
Die sehr haltbaren Hütten wurden früher oft über mehrere Generationen hinweg immer wieder an der gleichen Stelle aufgebaut, um die unter dem Boden begrabenen Ahnen weiter ehren zu können.